# Groß Fullen
Groß Fullen is een plaats in de Duitse gemeente Meppen, deelstaat Nedersaksen, en telt, volgens de website van de gemeente, 1.249 inwoners (31 december 2020).
Groß Füllen is zeer oud. Reeds in 854 wordt in een document een plaatsje Vollun vermeld. Het dorp lag aan een middeleeuwse handelsweg Münster - Norden, die langs de linker- of westoever van de Eems liep, zie kaartje. Deze weg wordt door Duitse historici Friesische Straße genoemd.

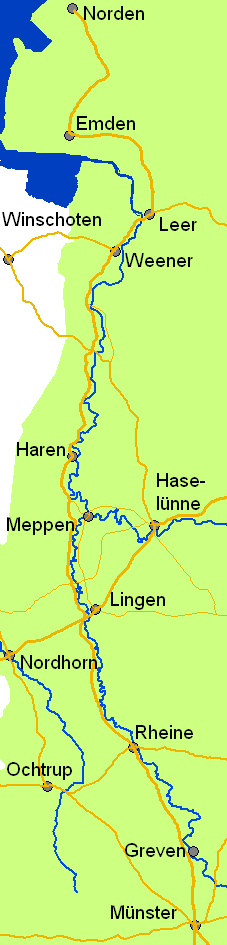
Friesische Straße
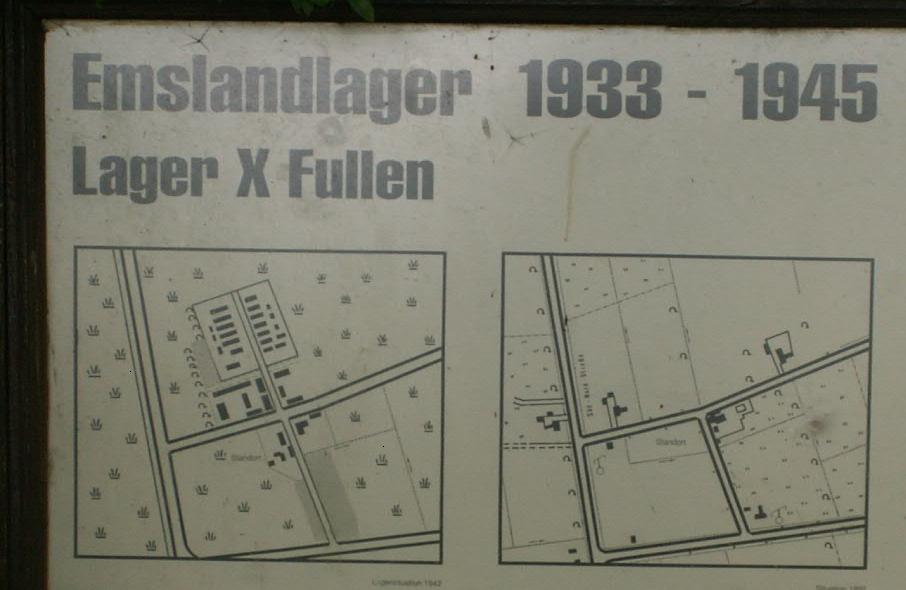
Foto plattegrond Kamp Fullen 1945 en 2010, bij de ingang
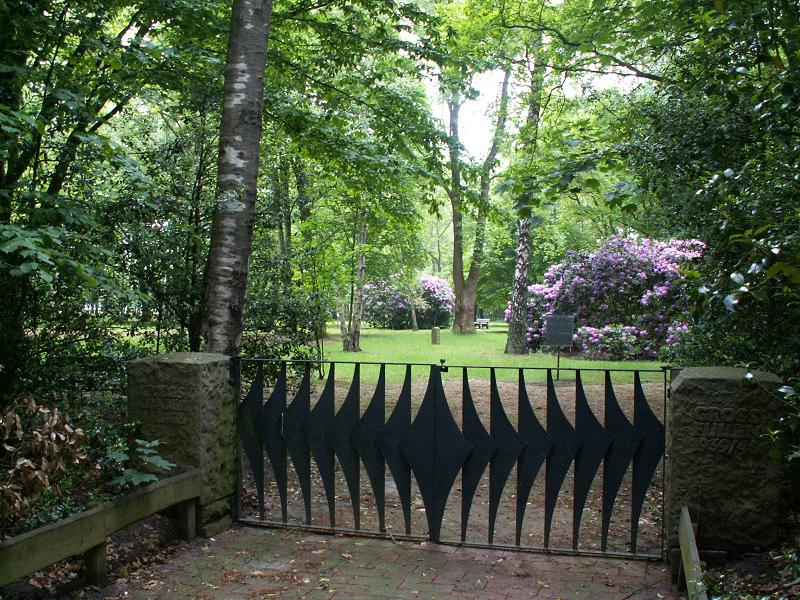
Begraafplaats Kamp Fullen
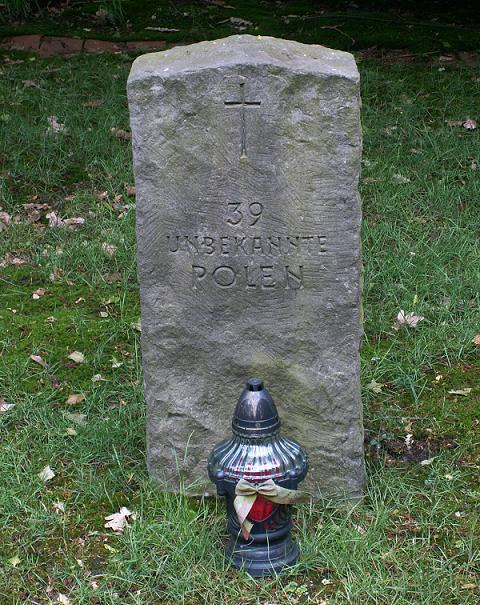
Grafsteen voor anonieme Poolse slachtoffers van het kamp

Tijdens het nationaalsocialisme stond vanaf de zomer van 1938 even buiten Groß Fullen het beruchte gevangenenkamp Kamp Fullen, een van de 15 Emslandlager (kamp nr. 10).
Groß Füllen behoort sedert 1974 tot de gemeente Meppen.
Het dorp is op het gebied van kerkelijk en verenigingsleven sterk verbonden met het naburige Klein Fullen. Zie ook de link naar de webpagina op de gemeentewebsite voor uitvoeriger informatie over o.a. de geschiedenis van het dorp.